# Коґа-кубо
Коґа-кубо (яп. 古河公方, Коґаський державець) — титул правителя у східній частині о. Хонсю, що встановилося у 1454 році. Назва походить від міста Коґа й «кубо» (дорівнювався сьогуну). Фактично перетворилося на самостійне володіння, але з 1520-х років починає занепадати. В подальшому коґа-кубо перетворилося на номінальний титул. Остаточно ліквідовано у 1562 році. Відомий також як Фурукава-кубо.

## Історія
З 1349 року владу над регіоном Канто здійснювала молодша гілка клану Асікаґа. Тривала боротьба між кантоськими асікаґа з головною гілкою клана призвела у 1439 році до ліквідації влади Кантоських Асікага, але у 1449 році вони тимчасово повернули владу. Втім 1454 року вступили у конфлікт з кланом Уесуґі, що був опорою бакуфу (центрального уряду) в цьому регіоні. 
Колишній канто-кубо Асікаґа Сіґеудзі втік до міста Коґа, розпочавши боротьби з Уесугі та іншими прихильниками бакуфу. На бік коґа-кубо перейшли роди Ода, Юкі, Уцуномія, Сатомі, Сатаке, Кояма і Тіба. Це стало призвісником розпаду Японії на фактично незалежні феодальні утворення. Кордон з володінням клану Уесугі і хорігое-кубо пройшов по річці Тонеґава.
У 1472 році війська коґа-кубо зазнали низки нищівних поразок, втративши більше володінь. Резиденцію було перенесено до міста Тіба. Лише у 1482 році завдяки переходу на бік канто-канрей Уесуґі Акісада ситуація поліпшилася, невдовзі вдалося відвоювати місто Коґа.
У 1491 році після загибелі суперника Асікаґа Масатомо, офіційного представника сьогунату, війська коґа-куба перейшли в наступ. Розпочалася нова запекла війна, яка особливо загострилася з 1500 року. Але поразки канто-канреїв Уесугі Акісади у 1510 році й Уесугі Акідзане у 1515 році, відставка куго-кубо Асікаґа Масаудзі у 1512 році, виокремлення володіння оумі-кубо в 1525 році призвело до послаблення володіння куґо-кубо, які опинилися під впливом клану Юкі, який став фактично правити від їх імені.
У 1545 році в союзі з обома гілками клану Уесугі війська кога-кубо зазнали нищівної поразки в битві при Каваґое від Ходзьо Удзіясу, що призвело до поступового занепаду феодального володіння кога-кубо. В свою чергу оумі-кубо 1538 року зазнало поразки від Ходзьо Удзіцуна в битві біля Конодай. Їхнє невеличке володіння існувало до початку 1590-х років, але титул став номінальним з 1570-х років.

## Коґа-кубо
- Асікаґа Сіґеудзі (1455—1497)
- Асікаґа Масаудзі (1497—1512)
- Асікаґа Такамото (1512—1535)
- Асікаґа Харуудзі (1535—1552)
- Асікаґа Йосіудзі (1552—1583)
- Асікаґа Удзіхіме (1583—1593)